# كارلوس سيكريتاريو
كارلوس ألبرتو دي أوليفيرا سيكريتاريو (من مواليد 12 مايو 1970). ولد في ساو جواو دا ماديرا، كارلوس لاعب كرة قدم برتغالي محترف سابق لعب بشكل أساسي كمدافع أيمن، وبدأ مسيرته كلاعب خط وسط وهو حاليًا مدرب .
شارك في 341 مباراة بالدوري البرتغالي وسجل 12 هدفًا على مدار مسيرة 17 عامًا، ولعب لستة أندية في بلاده بما في ذلك نادي بورتو، الذي فاز معه بـ16 لقبًا كبيرًا. كما مثل ريال مدريد لفترة وجيزة.
لعب سكريتاريو أكثر من 30 مرة مع المنتخب البرتغالي، ومثل البلاد في بطولتين أوروبيتين. بدأ العمل كمدرب في عام 2007.

## المسيرة الرياضية

### النادي
بعد ظهوره الاحترافي لأول مرة مع جيل فيسنتي في دوري الدرجة الثانية انتقل سكريتاريو إلى الدوري البرتغالي الممتاز مع بينافيل في عام 1989، ثم أمضى موسمًا إضافيًا مع فاماليكاو في نفس الدوري. وقع عقدًا مع نادي براغا قبل موسم 1992-1993.
انضم سكريتاريو إلى بورتو في صيف عام 1993. وسرعان ما أثبت نفسه كلاعب أساسي بلا منازع في الدفاع أو خط الوسط -بعد اعتزال جواو بينتو، لعب بشكل حصري تقريبًا كظهير أيمن- وساعد الشماليين على الفوز بدوريين وكأس واحدة وكأس السوبر في فترته الأولى. وقد لفت انتباه ريال مدريد وتعاقد معه في يوليو 1996.  لكنه واجه صعوبات بالغة في إيجاد مكان أساسي له مع النادي الإسباني، الأمر الذي تفاقم مع التعاقد في يناير 1997 مع الإيطالي كريستيان بانوتشي.  وفي حادثة غريبة في مباراة ضد ريال بيتيس في ملعب سانتياغو برنابيو حدث تأخير بسبب أرنب يُفترض أنه تم إلقاؤه في المعركة من المدرجات، وكان سريعًا بما يكفي للإمساك به. قال المعلق التلفزيوني أرسينيو إغليسياس في ذلك الوقت: "قد يكون سكريتاريو لاعبًا جيدًا أو لا يكون كذلك، لكنه في الواقع صياد عظيم". 
عاد سكريتاريو إلى بورتو في يناير 1998 لمدة ستة مواسم ونصف إضافية، واستمر في الفوز بكأس الاتحاد الأوروبي ودوري أبطال أوروبا في أعوام متتالية. على الرغم من أنه أصبح الآن مجرد بديل للناشئ باولو فيريرا.  طُرد بسبب خطأ احترافي على إيمانويل أوليساديبي في 14 مارس 2002 خلال فوز قاري 2-1 على أرضه على باناثينايكوس، وتلقى إيقافًا لثلاث مباريات. 
تقاعد السكرتير بعد عام واحد مع مايا في يونيو 2005. 

### العلاقات الدولية
حصل سكريتاريو على 35 مباراة دولية مع البرتغال،  ولعب في بطولة أوروبا عامي 1996 و2000. في كلتا الحالتين كان الاختيار الثاني حيث شارك في ثلاث مباريات فقط.  
| هدف | تاريخ        | مكان                        | المنافس | النتيجة | الحصيلة | منافسة               | مرجع |
| --- | ------------ | --------------------------- | ------- | ------- | ------- | -------------------- | ---- |
| 1   | 3 يونيو 1995 | ملعب أنتاس، بورتو، البرتغال | لاتفيا  | 2–0     | 3–2     | Euro 1996 qualifying |      |

## مهنة التدريب
بدأ سكريتاريو مسيرته التدريبية مع نادي مايا البرتغالي من الدرجة الرابعة بعد عامين من اعتزاله في عام 2007. حيث اعتزل كلاعب. واصل العمل في الدوريات الأدنى في المواسم التالية، كما أمضى فترة في كرة القدم الفرنسية للهواة. 
تم تعيينه سكرتير في نادي كريتيل بالدوري الفرنسي الدرجة الرابعة في 1 يونيو 2018 في موسمه الأول مع فريق يضم مواطنين ومواطني بلادهم في الملعب وفي الغرف الخلفية. فاز بالترقية كبطل مع تبقي أربع مباريات.  استقال في ديسمبر 2020 مشيرًا إلى مشاكل صحية ورغبته في التقاعد في البرتغال. 
تم وضع سكريتاريو البالغ من العمر 52 عامًا في العناية المركزة في أغسطس 2022 بعد إصابته بسكتة دماغية.  شوهد علنًا للمرة الثانية في يوم رأس السنة الجديدة بعد أربعة أشهر من التعافي. 

## الأوسمة

### لاعب
بورتو
- الدوري البرتغالي الممتاز : 1994–95 ، 1995–96 ، 1997–98 ، 1998–99 ، 2002–03 ، 2003–04
- تاسا دي البرتغال : 1993–94 ، 1997–98 ، 1999–2000 ، 2000–01 ، 2002–03
- سوبرتاكا كانديدو دي أوليفيرا : 1993 ، 1994 ، 1998 ، 1999
- كأس الاتحاد الأوروبي : 2002–03

ريال مدريد
- الدوري الإسباني : 1996–97

البرتغال
- المركز الثالث في بطولة أمم أوروبا لكرة القدم : 2000

### مدير
كريتيل
- البطل الوطني 2 : 2018–19 [17]

## روابط خارجية
- كارلوس سيكريتاريو، إحصائيات المدرب على ForaDeJogo
- كارلوس سيكريتاريو على BDFutbol
- كارلوس سيكريتاريو على فرق كرة القدم الوطنية.كوم

قالب:F.C. Arouca managers